# Peter Shilton
Peter Leslie Shilton, OBE (Leicester, 18 de setembro de 1949) é um ex-futebolista inglês que jogou como goleiro. Ele atualmente detém o recorde de mais partidas na Seleção Inglesa com 125 jogos. O IFFHS classificou Shilton entre os dez melhores goleiros do século XX em 2000.[carece de fontes?]
Sua carreira de 30 anos inclui estar em 11 clubes diferentes, vencendo duas Liga dos Campeões, sendo o recordista em jogos oficiais disputados, com 1.402 partidas. Shilton jogou na Seleção Inglesa na Eurocopa de 1980, na Copa do Mundo de 1982, na Copa do Mundo de 1986, na Eurocopa de 1988 e na Copa do Mundo de 1990. Shilton não estreou na Copa do Mundo até os 32 anos, mas disputou 17 partidas e compartilha o recorde de 10 jogos sem tomar gol na Copa do Mundo com o goleiro francês Fabien Barthez.

## Biografia

### Início de carreira
Aos 13 anos, Shilton era um aluno da King Richard III Boys School, em Leicester, quando começou a treinar no Leicester City, em 1963. Ele chamou a atenção do goleiro Gordon Banks, que comentou com o treinador sobre como ele era promissor.
Em maio de 1966, fez sua estréia pelo Leicester contra o Everton e seu potencial foi rapidamente visto na medida em que a equipe do Leicester City logo vendeu Banks para o  Stoke City. Shilton se estabeleceu como titular depois disso e na temporada seguinte, o clube teve uma temporada mista; Sofrendo o rebaixamento da Primeira Divisão, mas alcançando a final da FA Cup em Wembley. O gol de Neil Young, do Manchester City, no início da partida foi o suficiente para vencer o jogo. Apesar das muitas honrarias e elogios que estavam por vir, Shilton não jogaria em uma final da Copa da Inglaterra novamente.
Seu único gol na carreira foi na vitoria por 5 a 1 sobre o Southampton, em 1967, quando repôs a bola com um chute forte, encobrindo Campbell Forsyth.

### Estreia na Seleção
Depois de jogar pelas seleções de base, Shilton impressionou o técnico da seleção inglesa, Alf Ramsey, que chegou a pré-convocá-lo para a Copa de 1970, mas não o levou para o México. Ele estreou no English Team contra a Alemanha Oriental em novembro de 1970. A Inglaterra venceu por 3 a 1.
Seu segundo jogo na Seleção foi em um empate sem gols contra o País de Gales em Wembley. Naquela altura, Banks ainda era o titular da seleção, mas os goleiros reservas, Peter Bonetti e Alex Stepney, foram deixados de lado para que Shilton pudesse ser o reserva, aos 22 anos.
Em outubro de 1972, Banks foi envolvido em um acidente de carro que resultou na perda da visão em um olho e, assim, foi obrigado a encerrar a carreira profissional. Esse incidente alçou Shilton ao posto de titular da seleção com o goleiro do Liverpool, Ray Clemence, sendo seu reserva.

### Stoke City
Shilton se juntou ao Stoke City em novembro de 1974 por £325.000, um recorde para um goleiro na época. A essa altura, ele e Ray Clemence estavam lutando para ser considerado o melhor goleiro da Inglaterra.
Jogou em 26 partidas pelo Stoke na temporada 1974–75, perdendo por pouco o título da liga. Na temporada 1975–76, ele jogou em todos os 48 jogos do clube naquela temporada. No entanto, em janeiro de 1976, uma tempestade severa causou danos consideráveis ao estádio do clube, o Victoria Ground, e para pagar o conserto, o Stoke teve de vender seus principais jogadores.
No verão de 1976, o Manchester United apresentou uma oferta por Shilton por uma taxa de 275 mil libras, mas não chegaram a um acordo com o goleiro, que permaneceu no Stoke na temporada 1976–77 e um time jovem e inexperiente sofreu o rebaixamento para a Segunda Divisão.
Ele foi vendido para o Nottingham Forest em setembro de 1977, por £ 250.000

### Nottingham Forest
O Forest tinha acabado de ser promovido para a Primeira Divisão e estava em alta sob a administração de Brian Clough. Eles venceram a Copa da Liga em um replay depois de inicialmente empatar com o Liverpool em Wembley, apesar de Shilton ter perdido esse jogo pois estava suspenso. O Forest também ganhou o título da Liga em sua primeira temporada na primeira divisão. Durante a temporada como um todo, Shilton sofreu apenas 18 gols em 37 aparições no campeonato. Shilton posteriormente ganhou o prêmio de Jogador do Ano dos Jogadores da PFA. A equipe venceria a Taça da Liga novamente em 1979 ao derrotar o Southampton por 3-2 em Wembley - antes de chegar à final da Liga dos Campeões, onde um gol de Trevor Francis foi suficiente para bater o Malmö, em Munique.
Shilton, em seguida, contou com muita força como a Inglaterra se classificou para o Campeonato Europeu de 1980 na Itália - seu primeiro torneio por uma década.
Antes de competir no Eurocopa de 1980 na Itália, Shilton teve outra temporada memorável com o Forest, alcançando a terceira final consecutiva da Copa da Liga, com o Wolverhampton Wanderers sendo o adversário em Wembley. Não houve terceira vitória consecutiva, no entanto, um erro de comunicação entre Shilton e o defensor David Needham resultou em uma colisão deixando Andy Gray livre para fazer o único gol do jogo.
O Forest chegou novamente à final da Liga dos Campeões em 1980 contra o Hamburgo em Madri. Assim como na final de 1979, o jogo foi apertado e o gol de John Robertson foi decisivo.
A carreira de Shilton começou a declinar depois disso. O Forest não conseguiu continuar a sua forma vencedora de troféus e também havia histórias de um caso extraconjugal e uma condenação por dirigir embriagado, com o goleiro sendo multado em £350. Tudo isso contribuiu para a decisão de Shilton de deixar o Nottingham Forest em 1982.

### Espanha 82 e Southampton
No meio das questões de Shilton, ele jogou a Copa do Mundo de 1982, a primeira de sua carreira. Clemence jogou nos amistosos antes da competição, mas Shilton foi selecionado para a estréia contra a França em Bilbao. A Inglaterra venceu por 3 a 1 e Shilton ficou na meta nos dois jogos restantes do grupo. A Inglaterra se classificou em primeiro lugar em seu grupo, mas acabou eliminada na segunda fase da Copa.
Shilton deixou o Forest para ir para o Southampton, onde seus ex-colegas de seleção, Kevin Keegan e Alan Ball (já em final de carreira), estavam jogando.
Com Bobby Robson agora comandando a seleção, a carreira internacional de Shilton floresceu, jogando nos dez primeiros jogos do novo técnico e até mesmo capitaneando o time em sete deles. Um jogo, uma vitória por 2-0 sobre a Escócia, rendeu ao goleiro seu 50º jogo.
A Inglaterra não conseguiu se classificar para o Eurocopa de 1984 e no Southampton, Shilton foi eliminado da FA Cup na semifinal, quando foi derrotado pelo Everton. No entanto, ele era agora o primeiro goleiro absoluto da seleção depois da aposentadoria de Gordon Banks e permaneceria assim até o final de sua carreira internacional.
Quase metade dos seus jogos internacionais (61 de 125) foram jogados após o seu 35º aniversário.

### México 86 e a "mão de Deus"
Na Copa do Mundo de 1986, a Inglaterra começou devagar, perdendo a partida de abertura do grupo para Portugal e depois empatando contra o Marrocos. No terceiro jogo, o English Team encontrou sua forma e derrotou a Polônia por 3-0 - Gary Lineker marcou todos os gols - e progrediu para a segunda rodada.
Lá encontraram o Paraguai e a Inglaterra raramente teve problemas. Lineker marcou duas vezes e Peter Beardsley completou a vitória por por 3-0.
Na próxima fase, eles encontram a Argentina. O capitão da seleção argentina, Diego Maradona, tinha sido o melhor jogador do torneio até agora, mas em um primeiro tempo apertado, a Inglaterra conseguiu manter sua criatividade razoavelmente à distância. Mas no início do segundo tempo, Maradona mudou o jogo, para ira de Shilton.
Maradona começou um ataque quando Steve Hodge colocou o pé na bola, a bola foi desviado para a área de grande penalidade e Maradona, continuando a corrida de seu passe inicial, foi atrás da bola quando Shilton saiu para dar um soco na bola. El Pibe conseguiu dar um soco na bola por cima de Shilton e mandou-a para a rede. O goleiro e seus companheiros de equipe sinalizaram que Maradona usou a mão, mas o árbitro tunisiano Ali Bin Nasser validou o gol. Uma fotografia subsequentemente mostrou Maradona superando Shilton e seu punho claramente entrando em contato com a bola. Maradona depois disse que o gol foi marcado pela "La Mano de Dios".
Logo depois, Maradona marcou um gol individual legítimo, driblando quase toda a defesa inglesa e Shilton antes de fazer o gol. Lineker ainda fez um gol e quase empatou nos segundos finais, mas a Inglaterra estava fora.
Em 1987, a Grandslam Entertainment lançou um jogo de computador com o título nada sutil de "Peter Shilton's Handball Maradona!"

### Euro 88
Ele continuou jogando pela Seleção Inglesa e participou da uma campanha de qualificação para a Eurocopa de 1988, que seria realizado na Alemanha Ocidental.
O 99º jogo de Shilton veio em uma derrota por 1 a 0 para a República da Irlanda, com Shilton sendo derrotado por um gol de cabeça de Ray Houghton. O 100º jogo foi contra a Holanda. Marco van Basten eliminou a Inglaterra do torneio com um hat-trick, com a Inglaterra perdendo por 3-1. Robson deixou Shilton fora do terceiro e último jogo do grupo, já que agora era sem sentido, mas a Inglaterra também perdeu por 3-1.

### Derby County e Itália 90
Em junho de 1989, Shilton quebrou o recorde de 108 partidas do capitão da seleção inglesa, Bobby Moore, por seu país, quando ele disputou seu 109º jogo em um amistoso contra a Dinamarca em Copenhague. Antes do jogo, ele recebeu uma camisa de goleiro da Inglaterra com 109 na frente.
1989 também foi um bom ano no futebol de clubes para o goleiro. Ele ajudou o Derby de Mark Wright, Dean Saunders e Ted McMinn a terminar em quinto no campeonato e eles só não foram para a Copa da UEFA devido à proibição de clubes ingleses nas competições europeias (que decorreu entre 1985 e 1990) do desastre de Heysel.
A estréia da Inglaterra na Copa do Mundo de 1990 foi um empate em 1-1 com a República da Irlanda; nas oitavas-de-final, bateu a Bélgica  por 1 a 0 e depois ganhou de Camarões por 3 a 2 nas quartas-de-final, graças a duas penalidades convertidas por Lineker.
Depois vieram os alemães-ocidentais nas semifinais. Na cobrança de falta de Andreas Brehme, um desvio em Paul Parker encobriu Shilton, e Lineker empatou para a Inglaterra. Shilton não conseguiu pegar nenhum pênalti, enquanto a Inglaterra perdeu duas cobranças e saiu do torneio.
Shilton era o goleiro na disputa do terceiro lugar que terminou em 2 a 1 para a anfitriã Itália. Esse jogo foi o 125º dele pela seleção e, após o final do torneio, anunciou que seria o último. Porém, a despedida não foi das melhores: Roberto Baggio tomou a bola de Shilton, que tentou evitar o gol, sem sucesso.
De suas 125 aparições internacionais (então um recorde mundial), 15 delas foram como capitão. Sua aparição final aconteceu apenas quatro meses antes do 20º aniversário de sua estréia internacional, tornando sua carreira internacional uma das mais longas já registradas. Ele nunca foi expulso pela seleção.
Apesar de se aposentar da seleção, ele continuou sua carreira de jogador no Derby County, onde esteve desde a contratação do Southampton em 1987.

### Jogador-Treinador
Em 1991, o Derby foi rebaixado e Shilton começou a considerar seu futuro como jogador. Ele estava com 42 anos e estava pronto para se tornar treinador. No início de 1991, ele havia rejeitado uma oferta para substituir Stan Ternent como treinador do Hull City por questões geográficas.
Ele finalmente deixou o Derby em fevereiro de 1992, ao aceitar uma oferta para se tornar jogador e treinador do Plymouth Argyle. O clube estava lutando contra o rebaixamento na Segunda Divisão, mas os esforços de Shilton foram incapazes de salvar os Pilgrims da queda.
Em 1994, ele começou a se concentrar em ser apenas treinador e o Plymouth chegou aos playoffs da segunda divisão, mas perdeu nas semifinais para o Burnley. Em janeiro de 1994, ele foi ligado ao Southampton para um possível retorno como treinador após a saída de Ian Branfoot, mas o trabalho foi para Alan Ball.
Em fevereiro, com o rebaixamento dos Pilgrims, ele deixou o clube e anunciou sua intenção de voltar a jogar, aos 45 anos de idade.
Ele se juntou ao Wimbledon na Premier League, como reserva de Hans Segers, mas não disputou nenhum jogo. Em seguida, assinou contrato com o Bolton Wanderers, fazendo apenas 2 jogos, incluindo a final da semifinal da Division One contra o Wolverhampton Wanderers no Molineux, o Bolton perdeu por 2-1, mas acabou superando o Wolves na segunda partida, onde Shilton não entrou em campo.
Ele então assinou pelo Coventry City, onde não conseguiu jogar, antes de se juntar ao West Ham United, onde novamente não jogou embora ele tenha sido escolhido como reserva em várias ocasiões.

### 1.000 jogos
Com 996 partidas, Shilton estava ansioso para alcançar a marca de 1.000 jogos e isso ele fez quando se juntou ao Leyton Orient em novembro de 1996. Seu milésimo jogo na liga aconteceu em 22 de dezembro de 1996, contra o Brighton & Hove Albion, que foi exibido ao vivo pela Sky Sports e foi precedido pela apresentação de uma edição especial do Guinness Book of Records para Shilton. Ele jogou mais cinco partidas antes de se aposentar com 1.005, aos 47 anos de idade, no final da temporada 1996–97.
Na época de sua aposentadoria, ele era o quinto jogador mais velho a ter jogado na Liga de Futebol ou na Premier League. Em 2004, pensou em voltar a atuar profissionalmente e chegou a treinar no Marsaxlokk, clube da primeira divisão do Campeonato Maltês, porém não chegou a assinar um contrato oficial.

### Pós-carreira
Shilton se recuperou de problemas financeiros causados por decisões de negócios e jogos de azar. Ele também participa de jogos de futebol como FIFA 10, FIFA 11 e FIFA 12 no time Classic XI, e na série Winning Eleven/Pro Evolution Soccer como parte do time inglês All Star Classic (2002–2009).
Ele participou da série de 2010 da Strictly Come Dancing, da BBC. Shilton foi eliminado no final da semana 4. Peter agora dirige uma empresa de sucesso com sua esposa, Steph Shilton.

## Vida pessoal
Shilton se casou com Sue Flitcroft em setembro de 1970, e o casal tem dois filhos, Michael e Sam. Em dezembro de 2011, foi anunciado que Shilton havia se separado de sua esposa após 40 anos de casamento. Ele foi nomeado membro da Ordem do Império Britânico (MBE) e, mais tarde, oficial da Ordem do Império Britânico (OBE) durante sua carreira de jogador por serviços prestados ao futebol. Em 1990, após sua aposentadoria do futebol internacional, ele recebeu a Ordem de Mérito pela PFA e, um ano depois, recebeu o Prêmio de Homenagem aos Escritores de Futebol. Shilton entrou no Football Hall of Fame em 2002.
Shilton foi acusado de beber e dirigir em março de 2013. Ele foi banido por 20 meses e condenado a pagar £1.020, que ele alegou que seriam "difíceis", devido ao divórcio de sua esposa e posterior venda de sua casa.
Em março de 2015, foi anunciado que o ex-goleiro iria se casar com sua segunda esposa, a cantora de jazz Steph Hayward. Os dois se casaram na Paróquia de St. Peter e St. Paul Church em West Mersea, em 10 de dezembro. 2016
Peter e sua esposa Steph Shilton dirigem uma empresa de consultoria de sucesso, a P & S.S.C Ltd.
Em 2021, publicou o livro "Saved" (salvo), onde fala sobre a sua adição ao vício de apostas desportivas durante 45 anos. Só entre 2006 e 2015 perdeu 942 000 euros em apostas
Em maio de 2022, após a camisa usada por Maradona no jogo contra a Inglaterra na Copa de 1986 ser leiloada, o ex-goleiro afirmou que ela "não seria usada nem para lavar a louça". Com a morte de El Pibe em novembro de 2020, Shilton reconheceu a grandeza do argentino, mas que não o perdoaria devido ao gol de mão que tinha levado.

## Títulos
Leicester City
- EFL Championship: 1970–71
- FA Charity Shield: 1971

Nottingham Forest
- Premier League: 1977–78
- Copa da Liga Inglesa: 1978–79
- FA Charity Shield: 1978
- Liga dos Campeões: 1978–79 e 1979–80
- Supercopa da UEFA: 1979

### Prêmios individuais
- Equipe do Ano PFA da Football League First Division: 1974–75, 1977–78, 1978–79, 1979–80, 1980–81, 1981–82, 1982–83, 1983–84, 1984–85, 1985–86
- Equipe do Século PFA (1977–1996): 2007
- Futebolista Inglês do Ano da PFA: 1977–78
- Prêmio Tributo da FWA:: 1991
- Hall da Fama do Futebol Inglês: 2002
- Football League 100 Legends